# To (kana)
と in hiragana o ト in katakana è un kana giapponese che rappresenta una mora. La sua pronuncia è [to].
| Forma                    | Rōmaji          | Hiragana                     | Katakana                     |
| ------------------------ | --------------- | ---------------------------- | ---------------------------- |
| Normale t- (た行 ta-gyō) | to              | と                           | ト                           |
| Normale t- (た行 ta-gyō) | tou too tō, toh | とう, (とぅ) とお, とぉ とー | トウ, (トゥ) トオ, トォ トー |
| dakuten d- (だ行 da-gyō) | do              | ど                           | ド                           |
| dakuten d- (だ行 da-gyō) | dou doo dō, doh | どう, (どぅ) どお, どぉ どー | ドウ, (ドゥ) ドオ, ドォ ドー |

| twa     | とぁ   | トァ   |
| twi     | とぃ   | トィ   |
| tu, twu | とぅ   | トゥ   |
| twe     | とぇ   | トェ   |
| (two)   | (とぉ) | (トォ) |

| dwa     | どぁ   | ドァ   |
| dwi     | どぃ   | ドィ   |
| du, dwu | どぅ   | ドゥ   |
| dwe     | どぇ   | ドェ   |
| (dwo)   | (どぉ) | (ドォ) |

## Scrittura

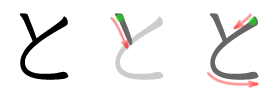
Stile di scrittura di と

L'hiragana と è composto da due segni:
1. Tratto verticale.
2. Tratto verticale alla cui fine forma una semicurva rivolta verso l'alto.

Stile di scrittura di ト

Il katakana ト è composto da due segni:
1. Tratto verticale.
2. Tratto diagonale che inizi dal centro del primo segno.